# Мумията (филм, 1932)
Вижте пояснителната страница за други значения на Мумията.
„Мумията“ (на английски: „The Mummy“) е американски филм на ужасите от 1932 година на режисьора Карл Фройнд. Главната роля на съживилия се древноегипетски жрец Имхотеп се изпълнява от Борис Карлоф. Във филма участват също Зита Йохан, Дейвид Манърс, Едуард Ван Слоун.